# Беллуччи, Никита
Никита́ Беллу́ччи (фр. Nikita Bellucci) — французская эротическая модель и порноактриса. В общей сложности за свою карьеру (с 2011 года до конца 2017 года) Беллуччи снялась в 129 фильмах. В 2018 году Беллуччи вызвала общественный резонанс своими заявлениями в средствах массовой информации об отсутствии родительского контроля и незащищенности «взрослого» контента в интернете от детей, а также об угрозах и преследованиях порноактрис в реальной жизни, за что получила поддержку борцов за права женщин.
Сценический псевдоним Никита был выбран в честь одноимённого фильма Люка Бессона, а Беллуччи из-за итальянского происхождения по материнской линии (вариации Bellucci, Belluci, Belucci).

## Биография
Родилась 6 ноября 1989 года в По, столице Атлантических Пиренеев.
Сама актриса предпочитает не распространяться о своём настоящем имени, деталях биографии и семье. Первые 10 лет жизни провела с родителями в Мурансе, затем после их развода уехала с матерью из Беарна в пригород Парижа. Обучалась в лицее Святой Терезы в XVI округе, где получила сертификат о профессиональной подготовке в сфере общественного питания. После переехала в Дрё, где работала по специальности — официанткой.

### Порноиндустрия
2011 году 22-летняя была замечена режиссёром и продюсером порно-киноиндустрии Джоном Б. Рутом. В 2013 году подписала двухгодичный контракт с ревю «Hot Vidéo», с командой которого, по просьбе основателя журнала Франка Вардона, принимала участие в международной выставке AVN Adult Entertainment Expo в Лас-Вегасе. В дальнейшей работе с ревю Беллуччи пробовала себя в качестве режиссёра, участвовала во многих фотосессиях.
В качестве актрисы и модели работала с такими компаниями, как Marc Dorcel, Evil Angel, Elegant Angel, Girlfriends Films, Digital Playground, Kink, Digital Sin, Wicked, Filly Films.
В 2014 году была номинирована на премию AVN Awards в категории лучшая зарубежная исполнительница года. В 2017 году Никита вместе с полькой Мишей Кросс стали лауреатами AVN за лучшую сцену с иностранными актёрами.
На 2015 год проживала в Дрё со своим молодым человеком, позже переехала в Париж. В 2016 году вместе с порноактёром Яном Скоттом Беллуччи снялась в клипе «Selfie» французского рэпера Vald. Летом 2016 года сообщила о том, что в 2017 году собирается завершить карьеру порноактрисы; в 2019 году объявила о её возобновлении и создании собственного сайта; режиссёром всех роликов является её муж.

#### Награды и номинации
| Год  | Награда                     | Результат | Категория                                      | Фильм                    | Прим.         |
| ---- | --------------------------- | --------- | ---------------------------------------------- | ------------------------ | ------------- |
| 2014 | AVN Award                   | Номинация | Лучшая иностранная исполнительница года        | н/д                      |               |
| 2014 | AVN Award                   | Номинация | Лучшая сцена двойного проникновения            | Slutty and Sluttier 19   |               |
| 2014 | Spank Bank Awards           | Номинация | Best Body                                      | н/д                      |               |
| 2014 | Spank Bank Awards           | Номинация | DP’d Dynamo of the Year                        | н/д                      |               |
| 2014 | Spank Bank Awards           | Номинация | International Fuck Bunny                       | н/д                      |               |
| 2014 | Spank Bank Awards           | Номинация | Most Comprehensive Utilization of All Orifices | н/д                      |               |
| 2014 | Spank Bank Awards           | Номинация | Most Photogenic                                | н/д                      |               |
| 2014 | Spank Bank Awards           | Номинация | Sexiest Painted Lady                           | н/д                      |               |
| 2014 | Spank Bank Awards           | Номинация | Sexiest Woman Alive                            | н/д                      |               |
| 2015 | Spank Bank Awards           | Номинация | Best «O» Face                                  | н/д                      |               |
| 2015 | Spank Bank Awards           | Номинация | Best Vocals                                    | н/д                      |               |
| 2015 | Spank Bank Awards           | Номинация | Imported Temptress of the Year                 | н/д                      |               |
| 2015 | Spank Bank Awards           | Номинация | Sexiest Painted Lady                           | н/д                      |               |
| 2015 | Spank Bank Technical Awards | Победа    | Hot As Fuck in Any Language                    | н/д                      | [ 8 ]         |
| 2016 | AVN Award                   | Номинация | Лучшая сцена с иностранными актёрами           | Rocco’s Perfect Slaves 5 |               |
| 2017 | AVN Award                   | Победа    | Лучшая сцена с иностранными актёрами           | Hard in Love             | [ 4 ] [ 5 ]   |
| 2017 | XBIZ Award                  | Номинация | Лучшая иностранная исполнительница года        | н/д                      | [ 9 ]         |
| 2018 | AVN Award                   | Номинация | Лучшая иностранная исполнительница года        | н/д                      | [ 10 ]        |
| 2018 | AVN Award                   | Номинация | Лучшая сцена с иностранными актёрами           | The Fighter              | [ 10 ] [ 11 ] |
| 2018 | XBIZ Award                  | Номинация | Лучшая иностранная исполнительница года        | н/д                      | [ 12 ]        |

### Вне порнокарьеры
В 2015 году разразился скандал по поводу общения Беллуччи с представителями компании Transavia в Twitter. Она обратилась напрямую к компании по поводу задержки рейса из Будапешта, в ответ на что SMM-менеджер, принеся извинения по поводу нескольких переносов рейса, дал следующий ответ:

[…] вылет запланирован на 14:30. Нам просто с вами хочется подольше. ;) Хорошего дня, остаюсь на связи. :)
Оригинальный текст (фр.)vol est prévu pour 14h30. C'est juste qu'avec vous on préfète quand ça dure. ;) Bonne journée, je reste disponible. :)

Никита не поняла юмор сотрудника и грубо выругалась в его в адрес; позже компания принесла актрисе извинения.
В январе 2018 года с подачи Никиты Беллуччи, сделавшей несколько соответствующих постов в своём твиттере, в средствах массовой информации был поднят вопрос о полном отсутствии профилактики доступа к порнографическим материалам среди детей и подростков. В частности Никита отметила, что неоднократно получала в социальных сетях сообщения сексуального характера от несовершеннолетних, включая детей в возрасте 12 лет.
22 февраля 2018 года Беллуччи была приглашена в утренний эфир радийного ток-шоу «Les Grandes Gueules» в студии RMC, а 27 февраля в Париже журналист Гуго Клеман взял у неё интервью для новостного блока Konbini. Уже на следующий день Никита приняла участие в телевизионной программе «Touche pas à mon poste !» на телеканале France 4. В обеих передачах, кроме вопросов об отсутствии родительского контроля над современными детьми, Никитой была поднята тема преследования и оскорбления бывших порноактрис не только в интернете, но и на улице и в реальной жизни. Никита заявила, что из-за постоянного прессинга, угроз и ненависти в свой адрес она решила не заводить детей. Всё это также привлекло внимание феминистских ассоциаций и государственного секретаря по вопросам равенства между женщинами и мужчинами Марлен Шьяппы, которая заявила, что преследование женщин неприемлемо независимо от их профессии.

### Личная жизнь
Является болельщицей футбольного клуба «ПСЖ».
Муж — режиссёр Людовик Декан (фр. Ludovic Dekan). В октябре 2019 года Никита сообщила, что двумя месяцами ранее родила дочь.
4 февраля 2022 года в Руане Никита и её муж открыли ночной клуб RDV, владельцами которого они являются.